# Білатеральний фільтр

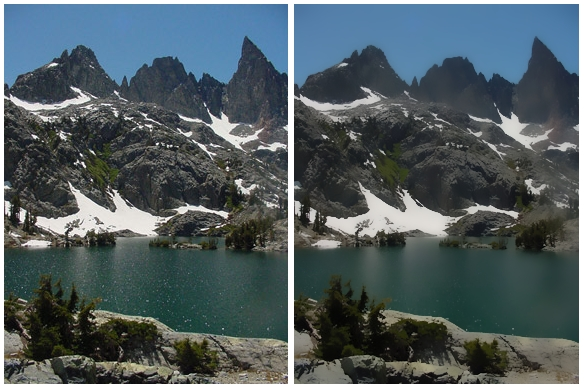
Ліворуч: первинне зображення. Праворуч: зображення, оброблене білатеральним фільтром

Білатеральний фільтр — це нелінійний фільтр, в якому вага кожного пікселя обчислюється шляхом перемноження ядра фільтра нижніх частот в просторовій області на функцію впливу в яскравісної області, яка зменшує вагу пікселя з великою різницею по яскравості.
Білатеральний фільтр вперше був запропонований у 1998 році. Він застосовує просторове зважене осереднення без згладжування країв. Це досягається шляхом комбінування двох гаусівських фільтрів: один фільтр працює в просторовій області, а інший в області інтенсивності (яскравості). Таким чином, не лише просторова відстань, а й відстань інтенсивності також важлива для визначення ваг.
Фільтр широко використовується для придушення шумів із збереженням контурів.